# Avricus psychotriae
Avricus psychotriae är en insektsart som först beskrevs av De Lotto 1956.  Avricus psychotriae ingår i släktet Avricus och familjen skålsköldlöss.
Artens utbredningsområde är Kenya. Inga underarter finns listade i Catalogue of Life.